# Brigitte Heinrich (Politikerin)
Brigitte Heinrich (* 29. Juni 1941 in Frankfurt am Main; † 29. Dezember 1987 ebenda) war eine deutsche Politikerin der Grünen und Agentin der DDR-Staatssicherheit.

## Leben
1966/67 war Brigitte Heinrich als Pressesprecherin des Sozialistischen Deutschen Studentenbundes tätig. Nach ihrem Volkswirtschaftsexamen bereiste sie 1970 den Nahen Osten. In den 1970er Jahren wurde sie an der Universität Frankfurt am Main Lehrbeauftragte für „Internationale Beziehungen“ und Präsidentin des Studentenparlaments. Während dieser Zeit unterhielt sie Kontakte zu verschiedenen terroristischen Gruppen.
Am 26. November 1974 wurde Heinrich bei der „Aktion Winterreise“, einer bundesweiten Razzia gegen RAF-Anhänger, festgenommen. Die Razzia erfolgte in fünfzehn deutschen Städten und Gemeinden nach der Ermordung des Berliner Kammergerichtspräsidenten Günter von Drenkmann durch Terroristen der Bewegung 2. Juni kurz nach dem Tod des RAF-Mitglieds Holger Meins. Bis auf Heinrich wurden alle Festgenommenen wenige Wochen später wieder freigelassen. Nach mehreren Monaten wurde auch Heinrich, inzwischen schwer erkrankt, vor dem zweiten Haftprüfungstermin wieder freigelassen und das Verfahren eingestellt. Über ihre Haft veröffentlichte sie 1978 in Mailand ein Pamphlet auf Italienisch in Form eines Tagebuchs aus dem Kerker, in dem sie sich als politisch Verfolgte darstellt.
Nach ihrer Freilassung schrieb sie sich wieder an der Frankfurter Universität ein und gehörte dem Studentenparlament mehrere Jahre lang als Präsidentin an.
Ab 1980 arbeitete Heinrich als Journalistin für die Berliner tageszeitung.
Im Jahr 1980 wurde sie wegen Verstoßes gegen das Kriegswaffenkontrollgesetz und das Sprengstoffgesetz zu einer Freiheitsstrafe von einem Jahr und neun Monaten verurteilt, die sie ab Ende 1983 im offenen Vollzug verbüßte. Grund war ihre Verwicklung in ein deutsch-italienisch-schweizerisches Anarchistennetzwerk, dessen Führungsperson Heinrichs Freundin, die Deutsch-Italienerin Petra Krause (1939–2025), war.
Nach der Verbüßung ihrer Reststrafe boten ihr die Grünen einen Listenplatz für die Wahl zum Europaparlament 1984 an. Von 1984 bis zu ihrem Tod am 29. Dezember 1987 war sie Mitglied des Europäischen Parlaments. Sie starb infolge eines Herzinfarkts. Die Trauerfeier fand am 6. Januar 1988 in der Haupthalle des Frankfurter Hauptfriedhofs unter Anteilnahme linker Organisationen und Gruppen aus einer Vielzahl von Ländern statt.

## Agentin der DDR-Staatssicherheit
Nach dem Ende der DDR wurde bekannt, dass sie 1982 von ihrem Lebensgefährten, dem Rechtsanwalt und DDR-Agenten Klaus Croissant, für die DDR-Staatssicherheit angeworben worden war. Seit diesem Zeitpunkt war sie als Inoffizielle Mitarbeiterin unter dem Decknamen Beate Schäfer für die Hauptabteilung XXII (Terrorismusabwehr) tätig. Croissant fungierte als ihr Instrukteur und Kurier.
Den Listenplatz für die Wahl zum Europaparlament nahm sie nach Rücksprache mit ihrem Stasi-Führungsoffizier an. Sie war anschließend zusätzlich für die Abteilung II der Hauptverwaltung A (Parteien u. Organisationen der BRD) tätig, arbeitete bis zu ihrem Tod als Spionin und lieferte dem DDR-Geheimdienst ihre Kenntnisse aus Parlament, Partei und Zeitungsredaktion. Sie erhielt die Anweisung, sich aus dem terroristischen Umfeld zu lösen, um in führende Positionen zu gelangen. Bei mindestens acht Treffen mit ihren Führungsoffizieren und mit schriftlichen Berichten gab sie ihre Informationen weiter.

## Publikationen (Auswahl)
- D-Mark-Imperialismus. Deutsche Industrie und Ausbeutung der Dritten Welt. (Voltaire Handbuch 12/13). Berlin, Edition Voltaire 1971